# Спреча
44°26′ пн. ш. 18°04′ сх. д. / 44.44° пн. ш. 18.06° сх. д.
Спреча (серб. Спреча, босн. Spreča) — річка в Боснії і Герцеговині.

## Опис
Довжина річки становить 137,9 км, а площа басейну 2947 км².

## Розташування
Річка бере початок біля підніжжя гори Велье Главе, що на висоті 594 м в муніципалітеті Шековичі. Також річка утворює штучне озеро в м. Лукавац, яке називається Озеро Спреча (Модрац). Тече зі сходу на північ. Впадає до Босни.